# Famille Becquerel
Pour les articles homonymes, voir Becquerel (homonymie).
La famille Becquerel est une famille française qui a donné, aux XIXe et XXe siècles, plusieurs physiciens et universitaires, dont Henri Becquerel récompensé par le prix Nobel de physique en 1903 avec Marie et Pierre Curie. Le mariage de celui-ci les lie avec la famille de l'universitaire Jules Jamin.

## Généalogie
Cette généalogie n'aspire pas à l'exhaustivité. Elle permet de situer les personnes notables des familles Becquerel et Jamin.
```
Antoine Becquerel
 (1788-1878)
Chaire au 
Muséum d'histoire naturelle
 en 1837
│
│
└─> 
Alexandre Edmond Becquerel
 (1820-1891)
    Chaire au Muséum d'histoire naturelle en 1852, découvreur de l'effet photovoltaïque.
    │
    ├──> André Paul 
    |      Becquerel 
    |      (1856-1904), 
    |      agriculteur
    |   │
    |   └─> 
Paul Becquerel
 
    |         (1879-1955), 
    |         physiologiste, 
    |         spécialiste des 
    |         végétaux
    │
    └─> 
Henri Becquerel
 (1852-1908)
        
Prix Nobel de physique
 en 1903. Codécouvreur de la radioactivité avec Pierre et Marie Curie (Polonium, Radium). 
Éponyme
 de l'unité de mesure de la radioactivité, le 
becquerel
.
        │
        │
    1874├──> 
Jean Becquerel
 (1878-1953)
        │    Chaire au Muséum 
        |      d'histoire 
        |      naturelle 
        |      en 1909.
        │
    ┌─> Lucie Jamin
    │
    │
    
Jules Jamin
 (1818-1886)
    Doyen de la Faculté des sciences de Paris.
    │
    │
    └─> 
Paul Jamin
 (1853-1903)
        Peintre.
```

## Photographies

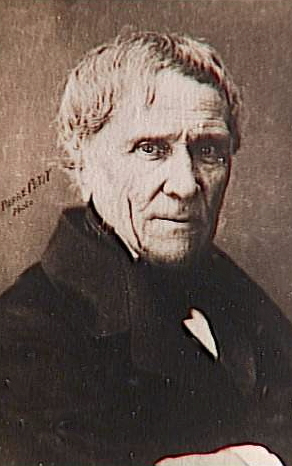
Antoine Becquerel, avant 1878.
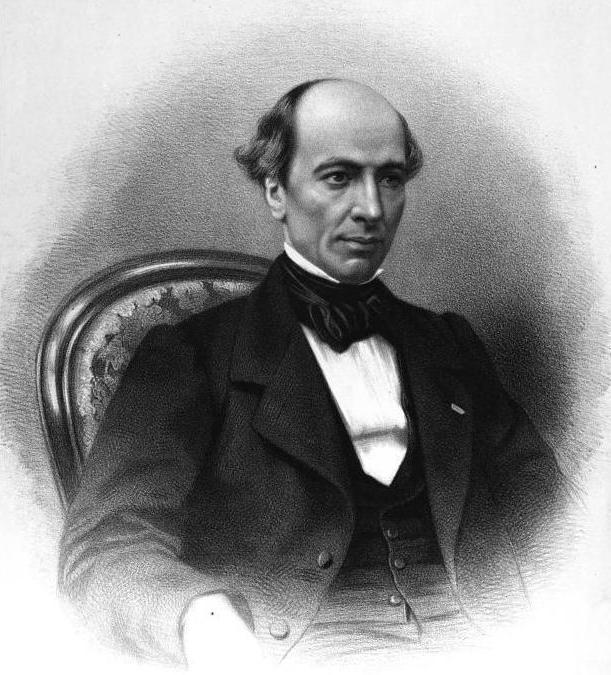
Le médecin Louis Alfred Becquerel, fils aîné d'Antoine, en 1865.
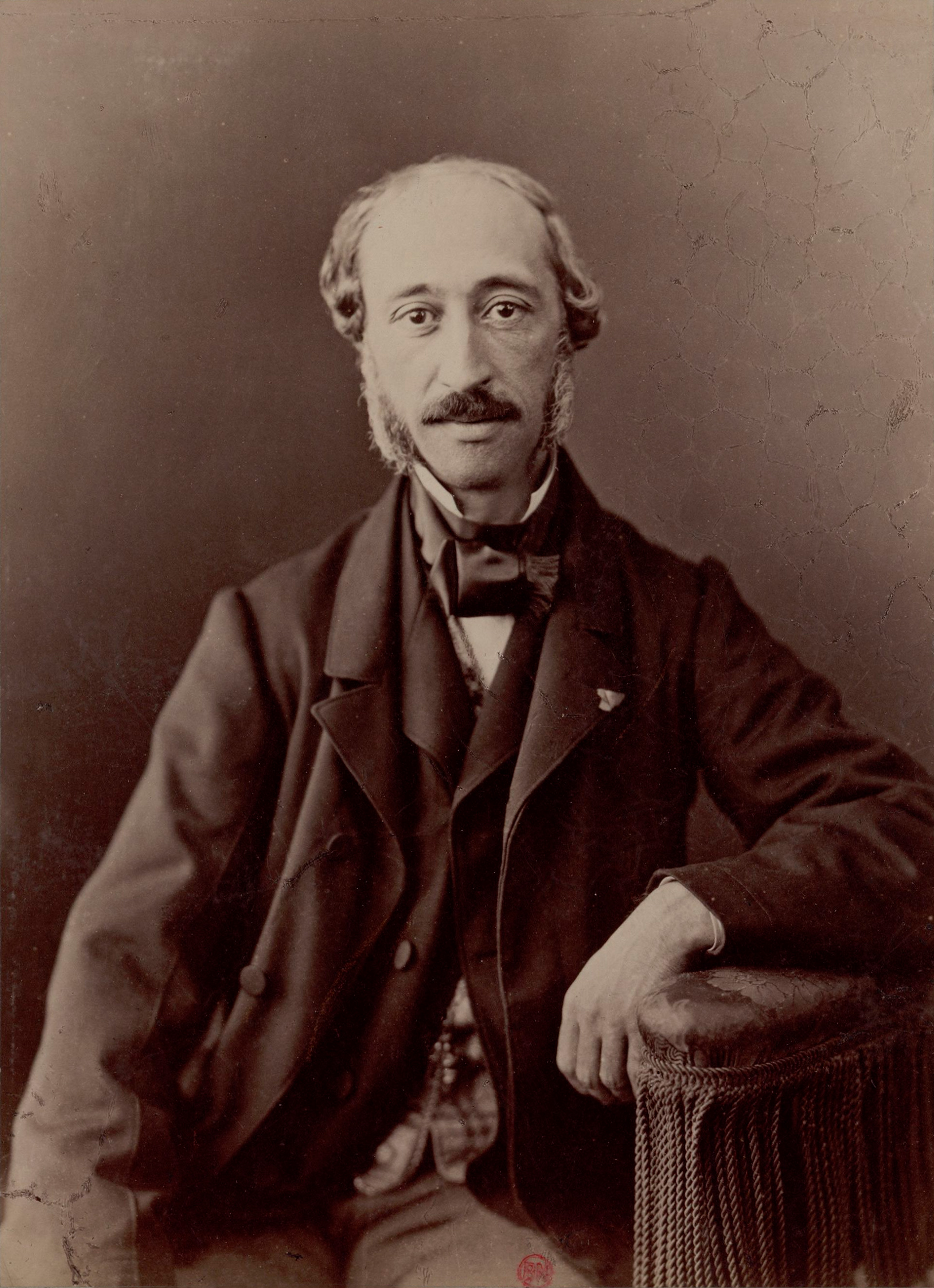
Edmond Becquerel, par Nadar, photo publiée vers 1900.
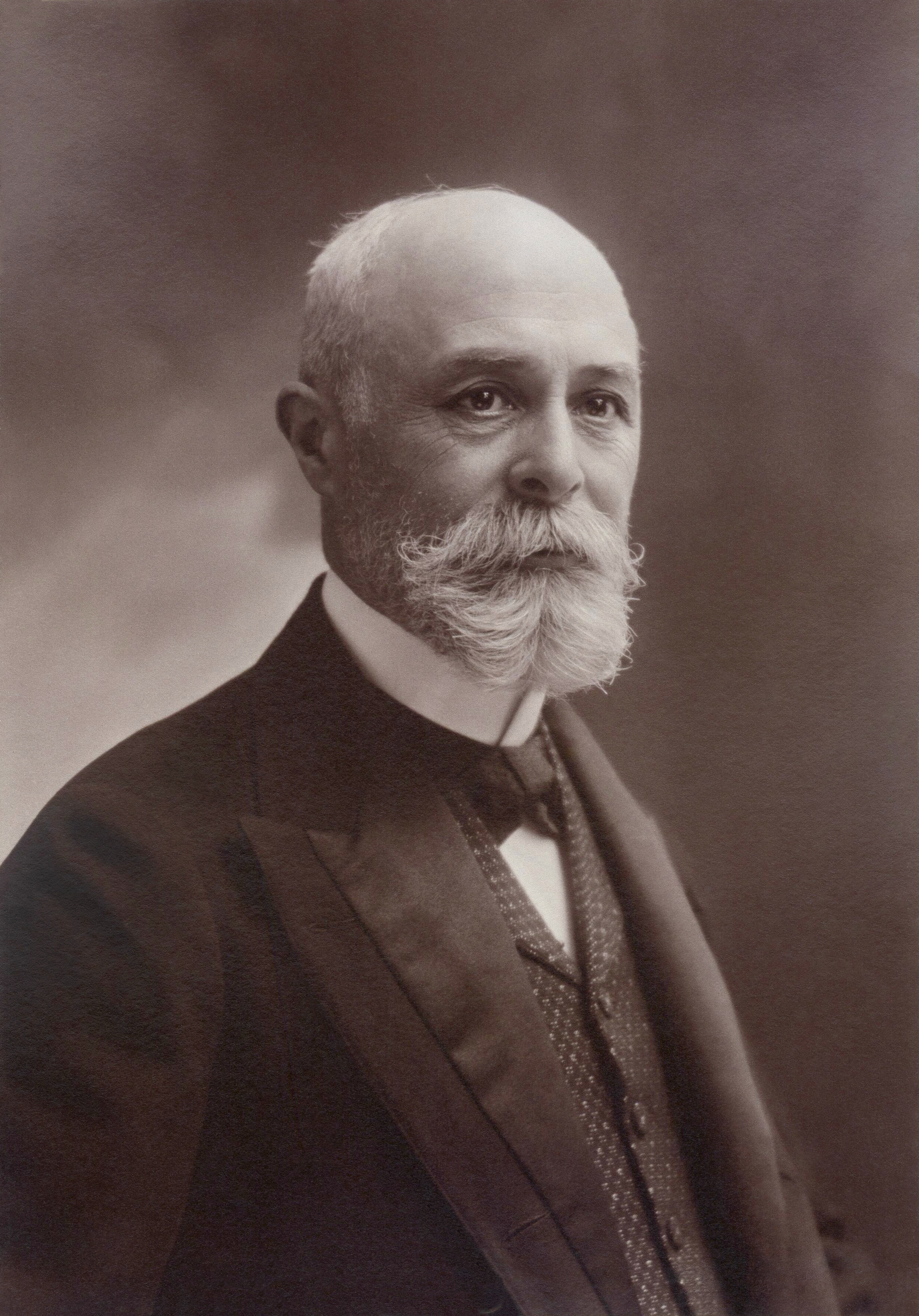
Henri Becquerel, prix Nobel de physique, vers 1905.
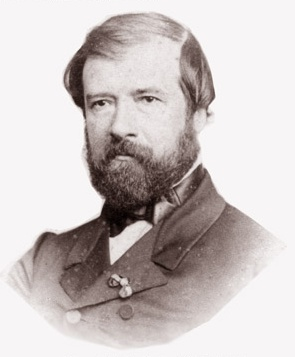
Jules Jamin, beau-père d'Henri Becquerel, avant 1886.